# Шархугійн Туменцерсег
Шархугійн Туменцерсег (монг. Шархүүгийн Түмэнцэцэг; нар. 24 червня 1990) — монгольська борчиня вільного стилю, дворазова срібна та дворазова бронзова призерка чемпіонатів Азії, срібна призерка Азійських ігор, бронзова призерка Кубку світу.

## Життєпис
Боротьбою почала займатися з 2004 року. У 2009 році завоювала срібну медаль чемпіонату Азії серед юніорів.
Виступала за борцівський клуб Замчин. Тренер — Зевег Дувчин.

## Спортивні результати на міжнародних змаганнях

### Виступи на Чемпіонатах світу
| Змагання                        | Збірна   | Вагова категорія          | Місце |
| ------------------------------- | -------- | ------------------------- | ----- |
| Чемпіонат світу з боротьби 2009 | Монголія | жіноча боротьба, до 63 кг | 20    |

### Виступи на Чемпіонатах Азії
| Змагання                       | Збірна   | Вагова категорія          | Місце  |
| ------------------------------ | -------- | ------------------------- | ------ |
| Чемпіонат Азії з боротьби 2009 | Монголія | жіноча боротьба, до 63 кг | 7      |
| Чемпіонат Азії з боротьби 2011 | Монголія | жіноча боротьба, до 63 кг | Бронза |
| Чемпіонат Азії з боротьби 2012 | Монголія | жіноча боротьба, до 63 кг | 5      |
| Чемпіонат Азії з боротьби 2013 | Монголія | жіноча боротьба, до 63 кг | Бронза |
| Чемпіонат Азії з боротьби 2014 | Монголія | жіноча боротьба, до 69 кг | Срібло |
| Чемпіонат Азії з боротьби 2015 | Монголія | жіноча боротьба, до 69 кг | 5      |
| Чемпіонат Азії з боротьби 2017 | Монголія | жіноча боротьба, до 69 кг | 7      |
| Чемпіонат Азії з боротьби 2018 | Монголія | жіноча боротьба, до 68 кг | Срібло |

### Виступи на Азійських іграх
| Змагання           | Збірна   | Вагова категорія          | Місце  |
| ------------------ | -------- | ------------------------- | ------ |
| Азійські ігри 2018 | Монголія | жіноча боротьба, до 68 кг | Срібло |

### Виступи на Кубках світу
| Змагання                    | Збірна   | Вагова категорія          | Місце  |
| --------------------------- | -------- | ------------------------- | ------ |
| Кубок світу з боротьби 2011 | Монголія | жіноча боротьба, до 63 кг | 4      |
| Кубок світу з боротьби 2018 | Монголія | команда                   | Бронза |

### Виступи на інших змаганнях
| Змагання                                               | Збірна   | Вагова категорія          | Місце  |
| ------------------------------------------------------ | -------- | ------------------------- | ------ |
| Золотий Гран-прі з боротьби 2011 (Красноярськ)         | Монголія | жіноча боротьба, до 63 кг | 5      |
| Гран-прі Туркуена з боротьби 2011                      | Монголія | жіноча боротьба, до 63 кг | Срібло |
| Відкритий кубок Монголії з боротьби 2012               | Монголія | жіноча боротьба, до 63 кг | 5      |
| Гран-прі «Харі Рам» 2012                               | Монголія | жіноча боротьба, до 63 кг | Бронза |
| Гран-прі «Іван Яригін» 2013                            | Монголія | жіноча боротьба, до 67 кг | Бронза |
| Кубок Президента Бурятської Республіки з боротьби 2013 | Монголія | жіноча боротьба, до 63 кг | Бронза |
| Відкритий кубок Монголії з боротьби 2013               | Монголія | жіноча боротьба, до 67 кг | Бронза |
| Золотий Гран-прі з боротьби 2013 (Баку)                | Монголія | жіноча боротьба, до 67 кг | 10     |
| Гран-прі «Іван Яригін» 2014                            | Монголія | жіноча боротьба, до 69 кг | 11     |
| Відкритий кубок Монголії з боротьби 2014               | Монголія | жіноча боротьба, до 63 кг | Срібло |
| Гран-прі «Іван Яригін» 2015                            | Монголія | жіноча боротьба, до 63 кг | 12     |
| Гран-прі «Іван Яригін» 2016                            | Монголія | жіноча боротьба, до 69 кг | Бронза |
| Відкритий кубок Монголії з боротьби 2016               | Монголія | жіноча боротьба, до 69 кг | Золото |
| Турнір міста Сассарі 2016                              | Монголія | жіноча боротьба, до 69 кг | 9      |
| Відкритий чемпіонат Польщі з боротьби 2016             | Монголія | жіноча боротьба, до 69 кг | Бронза |
| Гран-прі «Іван Яригін» 2017                            | Монголія | жіноча боротьба, до 69 кг | Бронза |
| Відкритий кубок Монголії з боротьби 2017               | Монголія | жіноча боротьба, до 69 кг | Золото |
| Гран-прі «Іван Яригін» 2018                            | Монголія | жіноча боротьба, до 68 кг | 8      |

### Виступи на змаганнях молодших вікових груп
| Змагання                                      | Збірна   | Вагова категорія          | Місце  |
| --------------------------------------------- | -------- | ------------------------- | ------ |
| Чемпіонат Азії з боротьби серед юніорів 2009  | Монголія | жіноча боротьба, до 63 кг | Срібло |
| Чемпіонат світу з боротьби серед юніорів 2009 | Монголія | жіноча боротьба, до 63 кг | 9      |
| Чемпіонат світу з боротьби серед юніорів 2010 | Монголія | жіноча боротьба, до 63 кг | 11     |